# اویانکا اکسپرس
اویانکا اکسپرس (انگلیسی: Avianca Express) شرکت هواپیمایی کلمبیایی است، که در سال ۲۰۱۸ توسط شرکت اویانکا هولدینگ تأسیس شد.